# Himilcó
Himilcó (llatí: Himilco; en grec antic: Ἱμίλκων, Himílkōn) és un nom de fonts d'origen cartaginès. Prové de la llatinització del púnic 𐤇𐤌𐤋𐤊𐤕 (ḥmlkt), que significa 'germà de la reina, de la deessa', segurament en referència a la deïtat feniciopúnica Astarte. Fou un nom comú en la civilització cartaginesa, i en el món grecoromà fou molt conegut gràcies a diversos generals de les Guerres Púniques.
En els manuscrits i en les inscripcions sovint aquest nom es confon amb el d'Hamílcar (ḥmlqrt 'Melcart és graciós', o ḥmlk 'el rei és graciós'), per la semblança de les arrels.

## Personatges
Els següents personatges de la història de Cartago portaren el nom d'Himilcó:
- Himilcó el Navegant (8), navegant que explorà les costes europees de l'Atlàntic cap al 500 aC
- Himilcó (1), general de la família dels magònides mort el 396 aC
- Himilcó (2), general en la guerra contra Agàtocles, entorn del 307 aC
- Himilcó (3), general de la Primera Guerra Púnica
- Himilcó (4), senador de Cartago del partit bàrcida que s'oposà a Hannó quan aquest no volgué enviar reforços a Hanníbal després de la batalla de Cannes (216 aC), i que fou enviat a Hispània per rellevar Hasdrúbal, quan aquest marxà cap a Itàlia[6]
- Himilcó, general a la batalla de Càstulo (206 aC), on fou fet presoner per Escipió, probablement el mateix que l'anterior
- Himilcó (5), general que comandà la flota d'Hasdrúbal Barca i fou derrotat a l'Ebre per Escipió Calvus el 217 aC; segons Polibi, anomenat Hamílcar[7]
- Himilcó (6), general que dirigí les forces a Sicília i posà setge a Siracusa, on morí el 212 aC a causa d'una epidèmia
- Himilcó Fàmees (7), anomenat Hamílcar per Polibi, general de la Tercera Guerra Púnica
- Himilcó, general que dirigí el setge de Petèlia (it) el 216 aC, operació que Apià atribueix a Hannó, el fill de Bomílcar[8]